# فلاکا
آلفا-پیرولیدینوپنتیوفینون (انگلیسی: Alpha-Pyrrolidinopentiophenone) که با نام‌های دیگری همچون آلفا-پیرولیدینووالروفینون، ماده مخدر زامبی، آلفا-پی‌وی‌پی، بتا-کِتو-پرولینتِـین، پرولینتانون، دِسمتیل پیرووالرون و O-2387 نیز شناخته می‌شود؛ یک محرک صنایعی از خانوادهٔ «کاتینون‌ها» است که نخستین بار در دههٔ ۶۰ میلادی ساخته و در قالب یک «داروی پردازش‌شده» به بازار عرضه شد. نام خیابانی این مادهٔ شیمیایی «فلاکا» (flakka) یا «گِرَوِل» (gravel) است.
این دارو از لحاظ شیمیایی، هم‌خانوادهٔ داروی «پیرووالرون» است و آنالوگِ کتونی پرولینتان محسوب می‌شود.

## عوارض جانبی
همچون تمامی داروهای محرک عصبی، این دارو نیز موجب تحریک‌پذیری بیش‌ازحد، روان‌پریشی و توهم می‌شود. گزارش‌ها حاکی از آن است که این دارو عاملِ اصلی، یا یکی از عوامل مهمِ مرگ ناشی از سوءمصرف‌ها و بیش‌مصرف‌های دارویی بوده‌است. این دارو در ترکیب با «پنتادرون» موجب نارسایی قلب و مرگ شده‌است.

## فارماکولوژی
آلفا-پی‌وی‌پی یک «مهارکنندهٔ بازجذب نوراپی‌نفرین-دوپامین» است و غلظتِ مهارِ میانهٔ آن (IC50) به‌ترتیب در حدود ۱۴٫۲ و ۱۲٫۸ نانومول است که از این لحاظ، مشابه مشتقِ خودش «متیلن‌دی‌اکسی‌پیرووالرون» است.

## ساختار شیمیایی
آلفا-پی‌وی‌پی با «مُعرفِ مارکی»، واکنشی نشان نمی‌دهد اما با «معرف مِکِه» واکنشی به رنگ خاکستری/سیاه دارد.

### ردیابی در مایعات بدن
این مادهٔ شیمیایی در خون، پلاسما و ادرار انسان با روش «کروماتوگرافی مایع-طیف‌سنجی جرم» قابل ردیابی و تشخیص است و در بیمارستان‌ها از آن، جهتِ تشخیصِ احتمالِ مسمومیت بیماران یا تحقیق و تفحص دربارهٔ علت مرگِ افراد استفاده می‌شود. سطح خونی یا پلاسمایی آن در افرادی که از آن به عنوان داروی تفریحی سوءاستفاده می‌کنند، ۱۰–۵۰ میکروگرم بر لیتر و در موارد مسمومیت دارویی، بیش از ۱۰۰ میکروگرم بر لیتر است. در اُوِردوزهای حاد نیز، سطوح آن بیش از ۳۰۰ میکروگرم بر لیتر است.

## وضعیت قانونی
آلفا-پی‌وی‌پی در ایالت‌های نیومکزیکو، دلاور، فلوریدا، اکلاهما و ویرجینیا جزءِ «فهرست شماره ۱ داروهای مخدر» طبقه‌بندی شده‌است. در تاریخ ۲۸ ژانویه ۲۰۱۴ میلادی، اداره مبارزه با مواد مخدر آمریکا آن را به همراه ۹ مادهٔ کاتینونی دیگر، در «فهرست شماره ۱ داروهای مخدر» خود قرار داد.
این ماده در ایالت نیو ساوت ولز استرالیا هم غیرقانونی و قدغن است، چرا که دو نفر از مصرف‌کنندگان آن، یکی از بالکن یک منزل به پائین پرید و دیگری پس از مصرف، دچار روان‌آشفتگی و سکته قلبی شد. در سایر نقاط استرالیا از ژوئیه ۲۰۱۶ میلادی، این دارو جزءِ «فهرست شماره ۹ داروهای مخدر» است.
در چین نیز از اکتبر ۲۰۱۵ میلادی، مصرف آن تحتِ کنترل و نظارت است.
در ژانویهٔ ۲۰۱۲ میلادی، رئیس جمهورِ ایتالیا، کلیه مشتقات «کاتینون‌ها» را در فهرست مواد مخدر قرار داد.
آلفا-پی‌وی‌پی در کشورهای استونی، فنلاند، فرانسه، آلمان، یونان، مجارستان، ایرلند، لتونی، لیتوانی، لهستان، رومانی، اسلوونی، سوئد، بریتانیا، ترکیه، نروژ و جمهوری چک ممنوع است.

### قیمت
آلفا-پی‌وی‌پی مادهٔ مؤثرهٔ موجود در داروهای مخدری است که تحتِ عنوانِ «نمک‌های حمام» فروخته می‌شود. در ایالت فلوریدا به آن «فلاکا» و در سایر ایالت‌های آمریکا بدان «گِرَوِل» می‌گویند و قیمت آن به ارزانیِ ۵ دلار در هر دوز است. بنا به گزارشِ یک آزمایشگاه محلی در یکی از بخش‌های ایالت فلوریدا، میزان ردیابی این مادهٔ شیمیایی در داروهای کشف و ضبط‌شده، از «صفر» در ماه‌های ژانویه و فوریه ۲۰۱۴، به «۸۴» در سپتامبر همان سال افزایش داشته‌است.